# جون تريلور (مدير المتحف)
جون تريلور (بالإنجليزية: John Treloar)‏ (و. 1894 – 1952 م) هو أمين الأرشيف، وموظف مدني أسترالي، ولد في ملبورن، توفي في كانبرا، عن عمر يناهز 58 عاماً.

## مناصب
تولى منصب مدير متحف ‏
.

## جوائز
حصل على جوائز منها:
نيشان الإمبراطورية البريطانية من رتبة ضابط 